# Boophis hillenii
Boophis hillenii е вид жаба от семейство Mantellidae.

## Разпространение
Видът е разпространен в Мадагаскар.